# 루 드 라주
루 드라주(Lou de Laâge, 1990년 4월 27일 ~ )는 프랑스의 배우이다. 세자르상에 두 번 후보로 올랐으며, 2016년 제66회 베를린 국제 영화제 로미 슈나이더상 수상자이다.

## 출연 작품

### 영화
- 자펠롭 (2013, Jappeloup)
- 숨 막히는 (2014, Respire)
- 당신을 기다리는 시간 (2015, L'attesa)
- 아뉴스 데이 (2016)
- 블랙 박스 (2021, Boîte noire)
- 매드 위민스 볼 (2021, Le Bal des folles)
- 쿠 드 샹스 (2023)

### 텔레비전
- Les Petits Meurtres d'Agatha Christie (2010)